# Isshun de Chiryō Shiteita no ni Yakutatazu to Tsuihō Sareta Tensai Chiyushi, Yami Healer to Shite Tanoshiku Ikiru
Isshun de Chiryō Shiteita no ni Yakutatazu to Tsuihō Sareta Tensai Chiyushi, Yami Healer to Shite Tanoshiku Ikiru (一瞬で治療していたのに役立たずと追放された天才治癒師、闇ヒーラーとして楽しく生きる?), también conocida como The Brilliant Healer's New Life in the Shadows en inglés, es una serie de novelas ligeras japonesas escritas por Sakaku Hishikawa e ilustradas por Daburyu. Originalmente comenzó a serializarse en línea en noviembre de 2020 en el sitio web de publicación de novelas generadas por usuarios Shōsetsuka ni Narō. Posteriormente fue adquirido por SB Creative, quien comenzó a publicarlo impreso bajo su sello GA Novel en octubre de 2021, con seis volúmenes lanzados en marzo de 2024. 
Una adaptación de manga ilustrada por Ten Jūnoichi comenzó a serializarse en línea en el sitio web y la aplicación Piccoma en enero. 2022, con tres volúmenes tankōbon publicados por SB Creative bajo su sello GA Comic a partir de marzo de 2024. Una adaptación de webtoon comenzó a serializarse en la plataforma GA Comic en el tercer trimestre de 2024. Una adaptación televisiva de la serie de anime producida por Makaria se emitió en abril a junio de 2025.

## Argumento
El Reino de Herzeth está dominado por los Sanadores, quienes usan su poder para enriquecerse en lugar de ayudar verdaderamente a los necesitados. Solo aquellos con licencias oficiales pueden ser reconocidos como Sanadores.
Nacido como un hombre pobre pero poderoso Sanador en los barrios bajos, Zenos nunca tuvo oportunidades en la vida y pasó por el proceso oficial (por lo que no obtuvo una licencia), por lo que decide forjar sus propias oportunidades aprendiendo las artes curativas después de un encuentro casual con un Sanador. Cuando un grupo de aventureros liderado por un hombre llamado Aston le extiende una invitación, Zenos se alegra, solo para luego ser tratado como basura por sus compañeros de equipo. A pesar de los diligentes esfuerzos de Zenos por perfeccionar sus habilidades hasta nada menos que la perfección, el grupo lo considera inútil y lo expulsa.
Sin dinero ni opciones, Zenos abre una clínica ilegal con la ayuda de Lily, una joven elfa a la que rescató y se convierte en un curandero de las sombras. Con el tiempo, se gana una increíble reputación como Sanador, especialmente entre las bandas que operan en los barrios bajos, además de hacerse amigo de las líderes femeninas de las bandas (y de un fantasma femenino que habita en el piso superior de su edificio). La noticia de su genio curativo se extiende rápidamente por todo el submundo de la ciudad y, a medida que su reputación crece entre la escoria de la sociedad, los funcionarios comienzan a concentrar sus fuerzas para destruir su operación.

## Personajes
Zenos (ゼノス Zenosu?)
Seiyū: Shōgo Sakata, José Antonio Toledano (español latino)
Un sanador que aprendió su oficio de un hombre misterioso y recientemente fue expulsado de su grupo de aventureros por ser inútil. Sin embargo, es capaz de realizar proezas curativas que ningún otro sanador puede. Ahora dirige una clínica clandestina en los barrios bajos habitados por tres bandas rivales de semihumanos.
Lily (リリ Riri?)
Seiyū: Miharu Hanai, Susana Moreno (español latino)
Una joven elfa rescatada por Zenos de la esclavitud, quien se convierte en su asistente.
Carmilla (カーミラ Kāmira?)
Seiyū: Yōko Hikasa, Irene Ponce (español latino)
Un fantasma que habita el piso superior de la mansión abandonada donde Zenos y Lily se hacen cargo. Ella pronto los acepta y, a veces, también los visita.
Zophia (ゾフィア Zofia?)
Seiyū: Anna Nagase, Alexa Navarro (español latino)
Una de las tres grandes líderes de las bandas de semihumanos de los barrios bajos. Es una mujer lagarto, conocida como "Zophia la Tornado", conocida por robar a ricos comerciantes y ayudar a los oprimidos, y dirige la banda de hombres lagarto.
Lynga (リンガ Ringa?)
Seiyū: Mashiro Hitaka, Vanessa Olea (español latino)
Una de las tres grandes líderes de las bandas de semihumanos de los barrios bajos. Es una mujer lobo-bestia, conocida como "Lynga la Tirana", y dirige la banda de hombres lobo encargada del juego ilegal.
Loewe (レーヴェ Rēve?)
Seiyū: Sayaka Kikuchi, Andrea Soto (español latino)
Una de las tres grandes líderes de las bandas de semihumanos de los barrios bajos. Es una ogra, conocida como "Loewe la Poderosa", y dirige la banda de orcos que se dedica a la extracción de piedras de maná.
Krishna (クリシュナ Kurishuna?)
Seiyū: Yuki Nakashima, Dolores Mondragón (español latino)
Apodada "Rosa de Hierro", es la vicecomandante de la Real Orden de Caballeros de la ciudad. Entre sus vicios declarados se encuentran su mal carácter, su escaso sentido de la orientación y sus conclusiones precipitadas (aunque al principio siempre afirma tener "un solo defecto"). Se convirtió en caballero después de que su madre, que visitaba los barrios bajos para hacer obras de caridad, fuera supuestamente asesinada durante un robo. Es enviada de incógnito a los barrios bajos para investigar los rumores en torno a la aparente paz entre las tres bandas de semihumanos y al misterioso mediador entre ellas, y tras perderse, entra en la clínica de Zenos (y luego, tras ver a Lily, lo acusa de ser traficante de niños). Después de que Zenos y Zophia la ayuden a desenmascarar al aristócrata jefe de la red de tráfico de niños y a rescatarlos, se convierte en su aliada.
Zonde (ゾンデ?)
Seiyū: Taku Yashiro, Víctor Adame (español latino)
Un lagarto, la mano derecha de Zophia.
Aston (アストン Asuton?)
Seiyū: Masaaki Mizunaka, Javi Sánchez (español latino)
El líder del antiguo grupo de Zenos. Intenta reclutar a Zenos después de haberlo expulsado, pero como éste no quiere volver a unirse, jura vengarse contra él acudiendo a un mago que lo convierte en un gólem para destruir los barrios bajos a su paso, pero aún termina siendo derrotado por Zenos. Luego de recibir un tremendo puñetazo de parte de Zenos, termina rompiendo en llanto por los malos tratos que le propinó, mientras es arrestado por Krishna.
Becker (ベッカー Bekkā?)
Seiyū: Takehito Koyasu, Carlo Vázquez (español latino)
Cress (クレソン Kureson?)
Seiyū: Setsuo Itō, Eduardo Martínez (español latino)
Goldran (ゴルドラン Gorudoran?)
Seiyū: Tetsu Inada, Santos Alberto (español latino)

## Contenido de la obra

### Novelas ligeras
La novela ligera fue escrito por Sakaku Hishikawa, Isshun de Chiryō Shiteita no ni Yakutatazu to Tsuihō Sareta Tensai Chiyushi, Yami Healer to Shite Tanoshiku Ikiru comenzó a publicarse en el sitio web de publicación de novelas generadas por usuarios Shōsetsuka ni Narō el 30 de noviembre de 2020. Posteriormente fue adquirido por SB Creative, quien comenzó a publicarlo con ilustraciones de Daburyu bajo su sello GA Novel el 14 de octubre de 2021. Se han publicado seis volúmenes al 15 de marzo de 2024. Las novelas ligeras tienen licencia en inglés de J-Novel Club.
| Volúmenes de novelas ligeras publicadas | Volúmenes de novelas ligeras publicadas | Volúmenes de novelas ligeras publicadas |
| Número                                  | Fecha de lanzamiento                    | ISBN                                    |
| --------------------------------------- | --------------------------------------- | --------------------------------------- |
| 1                                       | 14 de octubre de 2021                   | ISBN 978-4-8156-1020-3                  |
| 2                                       | 11 de febrero de 2022                   | ISBN 978-4-8156-1193-4                  |
| 3                                       | 14 de julio de 2022                     | ISBN 978-4-8156-1611-3                  |
| 4                                       | 12 de noviembre de 2022                 | ISBN 978-4-8156-1612-0                  |
| 5                                       | 14 de julio de 2023                     | ISBN 978-4-8156-2257-2                  |
| 6                                       | 15 de marzo de 2024                     | ISBN 978-4-8156-2465-1                  |

### Manga
Una adaptación a manga ilustrada por Ten Jūnoichi comenzó a publicarse en el sitio web y la aplicación Piccoma el 22 de enero de 2022. SB Creative ha recopilado los capítulos del manga en tres volúmenes tankōbon bajo su sello GA Comic a partir de marzo de 2024. La adaptación al manga también tiene licencia en inglés de J-Novel Club.
| Volúmenes de manga publicados | Volúmenes de manga publicados | Volúmenes de manga publicados |
| Número                        | Fecha de lanzamiento          | ISBN                          |
| ----------------------------- | ----------------------------- | ----------------------------- |
| 1                             | 11 de agosto de 2022          | ISBN 978-4-8156-1052-4        |
| 2                             | 15 de junio de 2023           | ISBN 978-4-8156-1310-5        |
| 3                             | 15 de marzo de 2024           | ISBN 978-4-8156-1876-6        |

### Webtoon
Se anunció una adaptación del webtoon durante el evento de transmisión en vivo "GA Fes 2024" el 9 de marzo de 2024. Está previsto que comience a serializarse en la plataforma GA Comic en el tercer trimestre de 2024.

### Anime
También se anunció una adaptación de la serie de televisión de anime durante el evento de transmisión en vivo "GA Fes 2024" el 9 de marzo de 2024. La serie está producida por Makaria y dirigida por Joe Yoshizaki, con guiones escritos por Taika Miyagi, personajes diseñados por denpuougi y Yoshihiro Sawada, y música compuesta por Harumi Fuuki. La serie se emitió del 3 de abril al 19 de junio de 2025 en Tokyo MX, BS11. El tema de apertura es "Light Maker" interpretado por bokula, mientras que el tema final es "Tsuki ni Negau" interpretado por Sorato. Crunchyroll obtuvo la licencia de la serie fuera de Asia.
El 19 de marzo de 2025, Crunchyroll anunció que la serie había recibido un doblaje en español latino, la cual se estrenó el 24 de abril.

## Recepción
En marzo de 2024, la serie tenía 200.000 copias en circulación.